# Rodrigo Vasconcelos Oliveira
Rodrigo Vasconcelos Oliveira (Ituiutaba, 11 febbraio 1994) è un calciatore brasiliano, centrocampista del Figueirense.

## Caratteristiche tecniche
È un mediano.

## Palmarès

### Club

#### Competizioni statali
- Recopa Mineira: 2

Tombense: 2020, 2021